# Teng Gaozheng
Teng Gaozheng (en chino: 滕高正; 27 de agosto de 1998) es un deportista chino que compite en parkour. Ganó una medalla de plata en el Campeonato Mundial de Parkour de 2022, en la prueba de estilo libre.

## Palmarés internacional
| Campeonato Mundial | Campeonato Mundial | Campeonato Mundial | Campeonato Mundial |
| Año                | Lugar              | Medalla            | Prueba             |
| ------------------ | ------------------ | ------------------ | ------------------ |
| 2022               | Tokio (Japón)      | Medalla de plata   | Estilo libre       |